# 구루 (2002년 영화)
구루(The Guru)는 프랑스에서 제작된 데이지 본 쉐러 메이어 감독의 2002년 멜로/로맨스, 코미디 영화이다. 헤더 그레이엄 등이 주연으로 출연하였고 팀 베번 등이 제작에 참여하였다.

## 출연

### 주연
- 헤더 그레이엄
- 마리사 토메이

### 조연
- 지미 미스트리
- 마이클 맥킨
- 대쉬 미혹

## 제작진
- 공동제작: 데이비드 크로켓
- 미술: 로빈 스탠드퍼
- 미술: 스티븐 알레쉬
- 의상: 마이클 클런시
- 배역: 로라 로센달
- 배역: 알리 파렐